# Bo Widerberg

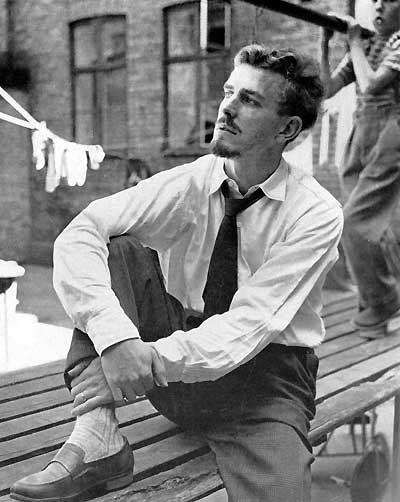
Bo Widerberg omkring 1960.

Bo Gunnar Widerberg, född 8 juni 1930 i Malmö, död 1 maj 1997 i Båstad, var en svensk filmregissör och författare. Widerberg etablerade sig under 1960-talet som en av de stora svenska filmregissörerna med filmer som Barnvagnen (1963) och Kvarteret Korpen (1963). Widerbergs filmer mottog flera internationella priser.

## Biografi
Bo Widerberg, son till konstnären Arvid Widerberg och Greta Widerberg, började sin karriär som författare. År 1952 kom hans första roman, Hösttermin. Samma år blev hans av Bonniers utgivna novellsamling Kyssas en bestseller. Hans mest framgångsrika bok blev romanen Erotikon (1957). Romanens titel kommer från Mauritz Stillers stumfilmsklassiker Erotikon (1920). Bo Widerbergs sista roman är Den gröna draken som publicerades 1959 och är en satir över reklamväsendet. Boken filmatiserades av Widerberg själv med titeln Heja Roland! (1966).
År 1962 kom Bo Widerbergs debattbok Visionen i svensk film. Widerberg var kritisk till den film som hade gjorts i Sverige, inte minst var han kritisk till Ingmar Bergman som han kallade "Vår andes dalahäst i världen", och dennes filmer som han liknade vid "... en exportvara fylld av ohöljd exotism". Essäsamlingen gjorde att han fick prova på att regissera egen film. Gustav Scheutz kom överraskande att erbjuda honom att göra film på Europafilm, vilket ledde fram till de kritikerrosade filmerna Barnvagnen och Kvarteret Korpen. Bo Widerberg långfilmsdebuterade med Barnvagnen (1963) med kollegan Jan Troell som fotograf, och samma år kom Kvarteret Korpen (1963), bägge med Thommy Berggren i huvudrollen. Med den sistnämnde gjorde han flera filmer, bland andra även den amerikanska filmen Joe Hill (1971).
Stor internationell uppmärksamhet fick filmen Elvira Madigan (1967), och huvudrollsinnehavaren Pia Degermark fick pris som Bästa skådespelerska vid filmfestivalen i Cannes det året. Uppmärksamhet fick också Ådalen 31 (1969), om Ådalshändelserna 1931 då fem demonstranter sköts ihjäl av militär. Filmen blev också belönad med Guldbaggen.
Filmen Mannen på taket (1976) är en tidig Martin Beck-filmatisering och en banbrytande svensk kriminalfilm, bland annat känd för en komiskt luttrad polisdialog och en helikopterkrasch i centrala Stockholm. År 1984 kom ytterligare en kriminalfilm regisserad av Bo Widerberg, Mannen från Mallorca (1984), den här gången efter romanen Grisfesten (1978) av Leif GW Persson.
Ännu en Guldbagge och Silverbjörnen vid Berlins filmfestival fick hans sista långfilm Lust och fägring stor (1995), om en lärarinnas förbjudna kärleksrelation med en elev, spelad av sonen Johan Widerberg. Filmen blev också nominerad till en Oscar för bästa icke-engelskspråkiga film.
Bo Widerberg har även regisserat teater, bland annat på Dramaten och Malmö Stadsteater, förutom TV-teater för SVT.
1996 startade han den uppmärksammade, i början av augusti årligt återkommande, Lilla filmfestivalen på Bio Scala i Båstad; vad han kallade "samtalets och umgängets filmfestival" för kvalitetsfilmvisningar och diskussioner i det intimare formatet. Till grundarens minne utdelar festivalen sedan 1997 Bo Widerberg-stipendiet till filmare som verkar i Widerbergs anda.

### Död och eftermäle
Bo Widerberg avled den 1 maj 1997 i magcancer och ligger begravd på Nya kyrkogården i Båstad. Han fick fyra barn: Nina, Martin, Johan och Matilda Jolin Widerberg.
I samband med öppnandet av Citytunneln i Malmö invigdes 2010 ett mindre torg vid Triangelns station, döpt till Bo Widerbergs plats. Platsen ligger i närheten av Widerbergs tidigare bostad i Malmö.
2011 utkom den första doktorsavhandlingen om Bo Widerberg. Avhandlingens titel är Bo Widerbergs tv-teater och författaren Niklas Persson Webjörn är verksam vid Göteborgs universitet, Institutionen för Kulturvetenskaper. Boken fokuserar i första hand på hur Bo Widerberg utvecklade sin speciella regi av skådespelare under sina år som regissör av tv-teater vid Sveriges Television.

## Verk
| - 1962 – Pojken och draken (kortfilm, foto av Jan Troell) - 1963 – Barnvagnen - 1963 – Kvarteret Korpen - 1965 – Kärlek 65 - 1966 – Heja Roland! - 1967 – Elvira Madigan - 1968 – Den vita sporten (dokumentärfilm, som medlem i kollektivet Grupp 13) - 1969 – Ådalen 31 - 1971 – Joe Hill - 1974 – Fimpen - 1976 – Mannen på taket - 1979 – Victoria - 1984 – Mannen från Mallorca - 1986 – Ormens väg på hälleberget - 1995 – Lust och fägring stor - 1979 – En handelsresandes död - 1981 – Missförståndet - 1981 – Linje Lusta - 1988 – Fadren - 1989 – Vildanden - 1990 – Hebriana - 1992 – Efter föreställningen | - Zoo Story, 1964 (Stockholms stadsteater) - Balansgång, 1967 (Dramaten) - Purpurdamm, 1968 (Dramaten) - Sista sommaren, 1981 (Dramaten) - Juno och påfågeln, 1982 (Dramaten) - 1952 – Hösttermin (roman) - 1952 – Kyssas (novellsamling) - 1954 – På botten av himlen - 1955 – Kejsaren av Capri (novellsamling) - 1956 – Skiljas (teaterkomedi) - 1957 – Erotikon (roman) - 1959 – Den gröna draken (roman) - 1962 – Visionen i svensk film (essäer) - 1998 – Texter 1961-96, Bo Widerberg (antologi av texter; red. Gunnar Bergdahl, Göteborgs filmfestival) |

## Utmärkelser och nomineringar
| År   | Titel                     | Pris                                      | Resultat  |
| ---- | ------------------------- | ----------------------------------------- | --------- |
| 1965 | Kvarteret Korpen          | Oscar för bästa icke-engelskspråkiga film | Nominerad |
| 1969 | Ådalen 31                 | Guldbaggen för bästa regi                 | Vann      |
| 1970 | Ådalen 31                 | Oscar för bästa icke-engelskspråkiga film | Nominerad |
| 1987 | Ormens väg på hälleberget | Guldbaggen för bästa regi                 | Nominerad |
| 1996 | Lust och fägring stor     | Guldbaggen för bästa regi                 | Vann      |
| 1996 | Lust och fägring stor     | Oscar för bästa icke-engelskspråkiga film | Nominerad |